# Sudden Lights
Sudden Lights est un groupe musical letton, formé en 2012 à Riga.

Il représente la Lettonie au Concours Eurovision de la chanson 2023, à Liverpool au Royaume-Uni, avec la chanson Aijā.

## Biographie
Le groupe Sudden Lights est formé en 2012 par Andrejs Reinis Zitmanis et Mārtiņš Matīss Zemītis, deux étudiants à l'école de musique Pāvuls Jurjāns de Riga. Kārlis Matīss Zitmanis et Kārlis Vārtiņš ont rejoint le groupe en 2014.

En 2015, le groupe remporte le concours pour artistes émergents Pirmā Plate, tenu au Lycée officiel n. 1 de Riga, ce qui leur donne l'opportunité d'enregistrer leur premier single en studio, Tik savādi. Leur premier album, Priekšpilsētas, sort en 2017.
En 2018, Sudden Lights participe à Supernova, la sélection nationale lettone pour l'Eurovision 2018, avec la chanson Just fine, issue de leur premier album. Ils terminent à la deuxième position, derrière Laura Rizzotto. La même année, ils font la première partie du groupe Brainstorm lors de leur tournée à travers la Lettonie.
En 2019, le groupe sort son deuxième album, intitulé Vislabāk ir tur, kur manis nav. Ils entament leur première tournée en Lettonie, interrompue par la pandémie de Covid-19 juste avant leur dernier concert à Riga. Ils sortent leur troisième album, Miljards vasaru, en 2022.
En 2023, ils reparticipent à Supernova, dans le but de participer à l'Eurovision la même année. Leur chanson, Aijā, parvient à remporter la compétition, faisant d'eux les représentants de la Lettonie au Concours Eurovision de la chanson 2023, à Liverpool au Royaume-Uni,.

### À l'Eurovision
Sudden Lights participe à la première demi-finale du Concours, diffusée le mardi 9 mai 2023, lors de laquelle le groupe est éliminé.

## Discographie

### Albums studio
- 2017 – Priekšpilsētas
- 2019 – Vislabāk ir tur, kur manis nav
- 2022 – Miljards vasaru

### Singles
- 2015 – Tik savādi
- 2016 – Priekšpilsētas valsis
- 2017 – Laikmets
- 2017 – Šajā sētas pusē
- 2018 – Negribu piezemēties
- 2019 – Dzīvnieks
- 2019 – Izbēgšana
- 2020 – Elektriskā gaisma
- 2021 – Klusumi
- 2021 – Aizņem man vietu (feat. Annna)
- 2021 – Siltas vasaras ēnā
- 2022 – Laternas
- 2022 – Pasaule trīc
- 2022 – Jasmīns
- 2023 – Aijā
- 2023 – Mēs turpināmies

## Membres
- Andrejs Reinis Zitmanis (chant)
- Kārlis Matīss Zitmanis (guitare)
- Mārtiņš Matīss Zemītis (batterie et percussions)
- Kārlis Vārtiņš (basse)